# Penisola Reeves
La penisola Reeves è una penisola lunga circa 20 km e completamente coperta dai ghiacci, situata nella parte nord-occidentale della Terra di Marie Byrd, in Antartide.  Sita in particolare sulla costa di Saunders, nella parte settentrionale della penisola di Edoardo VII, in una parte della Terra di Marie Byrd che si sovrappone alla parte nord-orientale della Dipendenza di Ross, la penisola si estende all'interno della baia di Sulzberger, separando il ghiacciaio Dalton, a ovest, dal ghiacciaio Gerry, a est.

## Storia
Diverse formazioni di quest'area furono fotografate durante le spedizioni antartiche comandate da Richard Evelyn Byrd e svolte nel 1928-30 e nel 1933-35. La penisola è stata comunque mappata in dettaglio dai membri dello United States Geological Survey (USGS) grazie a fotografie scattate durante ricognizioni aeree effettuate dalla marina militare statunitense e ricognizioni terrestri svolte dallo stesso USGS, tra gli anni 1959 e 1965, e così battezzata dal comitato consultivo dei nomi antartici, su suggerimento dello stesso Byrd, in onore di John M. Reeves, della Reeves Brothers, Inc., che fornì a entrambe le sopraccitate spedizioni di Byrd diversi capi di abbigliamento anti-vento rivestiti in pelle di pecora.